# 語言接觸
語言接觸（language contact）是一個語言學研究的現象，發生在不同的語言系統相互互動或影響之時。此種研究又稱接觸語言學（contact linguistics）。
當不同語言的說話者密切的接觸時，這種接觸會影響至少一種語言，並帶來語音、句法、語意或等等社會語言學形式的變化。

## 語言間影響的形式

### 單字借用
最常見的語言影響就是單字的交換，如英語就常被借入其他語言使用。這種現象不是近代才有，早在16和17世紀時，大量的拉丁語、法語和其他語言被借入英語使用。更有些語言因借用太多其他語言而導致不易與其他語言區分，如亞美尼亞語借用相當多的伊朗語，使得人們認為它是印度-伊朗語族的其中一個分支，其實並不然。

### 其他語言特色借用
語言間的影響不僅於語言的基本單位特色的交換（如構詞學或文法），其影響還能更深。尼泊爾的尼瓦爾語就是其中一例，其屬於漢藏語系中的一種語言，與漢語有很遠的關係，但與周邊的印度-伊朗語族有幾百年的接觸，其吸收了印度-伊朗語族的詞形變化的特色以及文法，如動詞時態。此外，羅馬尼亞語在羅馬帝國崩解時期，曾受到周邊部落的斯拉夫語的影響，除了單字外，也受到語音和構詞的影響。這樣的影響在語言歷史中相當的常見。

## 互相及非互相的影響
語言接觸後的影響可能是一方的，在印度，印地語和其他本土語言受到英語的很大影响，日常生活的語言擺脫不了英語詞彙的使用。
然而，語言接觸也會造成兩個語言間的相互影響，譬如漢語就對日語的發展有莫大影響，反觀近代，由於近代日本的先進，日本語彙大量流入並深深影響現代中文，日常生活的語言擺脫不了日語詞彙的使用。
這樣的情形也常會出現在特定的地理區域裡。譬如在瑞士，當地的法語一直都受到德語的影響，反之亦然；在蘇格蘭，蘇格蘭語深受英語影響，但許多蘇格蘭語的詞彙也變成特定英語方言的特色。

## 語言霸權
顯然地，一個語言的使用者逐漸得到權力時，其語言的影響力就越大，如中古漢語、希臘語、拉丁語、法語、西班牙語、阿拉伯語、波斯語、梵語、俄語和英語在歷史中曾都有不同程度的影響力。

## 方言和次文化的影響
語言接觸也可能只影響某一特定的語言使用族群，因此產生的影響也僅止於一部分的方言、行話或文獻記錄（register）。舉例來說，南非英語深受南非語的影響，特別是词汇和發音，但整體來說，英語並未受到任何的影響。另外，某些狀況下，一個語言會受到其他優勢語言的影響，如英格蘭在中世紀時，上流社會的王公貴族崇尚法語，因此將大量的法語帶進英語。

## 參閱
- 語言移轉
- 語碼轉換（code-switching）
- 皮欽語（Pidgin）
- 克里奧語（Creole）
- 通用語

## 外部連結
- „Kontaktdeutsch“ （页面存档备份，存于） (PDF; 2,8 MB) – Zur Theorie eines Varietätentyps unter transkulturellen Bedingungen von Mehrsprachigkeit （德文）